# محمد بن أحمد باجابر
محمد بن أحمد بن علي بن عبد الله باجابر (من مواليد 13 شعبان 1382 هـ)، فقيه حنبلي.

## سيرته
ولد في يوم الأربعاء 13 شعبان 1382 هـ بـ جدة، ونشأ بها. ثم انتقل إلى مكة وأقام بها سنوات، ثم إلى المدينة وأقام بها أيضًا، ثم عاد إلى مكة وأقام بها سنوات طويلة، ثم انتقل إلى جدة.

## شيوخه
- ابن باز
- علي بن محمد الهندي
- عبد الله البسام
- ابن عثيمين
- محمد الخضر بن الناجي بن ضيف الله الجكني الشنقيطي
- محمد حبيب الله الشنقيطي
- حسن أيوب
- محمد نجيب المطيعي
- السيد أحمد بن عبد الله الرقيمي القديمي
- عبد المحسن العباد
- عطية محمد سالم
- محمد محمود بن زيدان الأنصاري الشنقيطي
- عبد الله بن عبد الرحمن الجبرين
- عبد الله بن عبد الرحمن الغديان
- عبد الله بن عبد العزيز العقيل

## مؤلفاته
- شرح أخصر المختصرات.[3]